# Real Club Deportivo Espanyol (femenino)
El Real Club Deportivo Espanyol Femenino es la sección de fútbol femenino del R.C.D. Espanyol de Barcelona que fue creada en 1970 con el nombre de Real Club Deportivo Español. Compite en la Liga F (primera categoría del fútbol femenino). En su palmarés figuran una Liga, seis Copas de la Reina y cinco Copas de Cataluña.

## Historia

### Los primeros años (1970-1988)
El equipo femenino del RCD Español nació en 1970, entonces llamado Club Deportivo Español Femenino,  con Julián Arcas como primer entrenador.

### La Liga femenina (1988-2005)
Desde la creación de la Liga femenina en 1988 y en sus diversos formatos, el equipo ha estado en la máxima categoría del fútbol femenino (excepto entre las temporadas 1990-91 y 1992-93), manteniéndose entre las mejores o, en el peor de los casos, en la zona media de la clasificación. A pesar de eso no consiguió ganar ningún título liguero, llegando a lo sumo al tercer puesto en varias temporadas.
En 1996 consigue su primer título nacional: la Copa de la Reina, que revalidó en 1997. Pero en años posteriores el equipo siguió sin culminar con títulos sus buenas temporadas.

### La época dorada (2005-2013)
No fue hasta 2005 que el RCD Espanyol femenino ha vivido su época más fructífera. Especialmente la temporada 2005-06, en la que las blanquiazules vivieron el mejor año de su historia al lograr el doblete: la Liga y su tercera Copa. 
En los años siguientes la sección logró su cuarta y su quinta copa (2009 y 2010), dos subcampeonatos de Copa (2007 y 2011) y tres subcampeonatos de Liga (2006-07, 2009-10 y 2010-11), muestra de la gran regularidad de las jugadoras periquitas. Aparte de imponerse en las cuatro primeras ediciones de la Copa Cataluña (2005, 2006, 2007 y 2008).
En la temporada 2011-12, el RCD Espanyol femenino se ha convertido en el equipo más laureado de la Copa de la Reina después de conseguir su sexto título y empatar a títulos con la UD Levante como máximo equipo copero; pero las periquitas cuentan con diez finales, por siete de las granotas.

### A punto de desaparecer (2014-2018)
Después de la época dorada del club donde logró títulos nacionales y consolidarse como un referente del fútbol femenino a nivel nacional, se presentó una etapa de dificultades económicas para todo el club que repercutieron de forma muy fuerte a la sección femenina, cosa que provocó que estuvo a punto de desaparecer. 
El trabajo (ya que el club comunicó que el presupuesto para el femenino era 0€) y la lucha de las jugadoras mantuvieron las esperanzas y evitaron que desapareciera la sección. 
Aquella época también se vivió más cerca que nunca el temido descenso a segunda división nacional que hubiera provocado la desaparición del club, durante las temporadas 2016-17 y 2017-18.

### La profesionalización (2019)
La temporada 2018-2019 se presenta como la temporada de transición y de cambios para la sección, el club ya dispone de una mayor estabilidad económica, después de la compra del club por parte del presidente Chen Yansheng. 
La temporada se presentó como la consolidación a mitad tabla de la clasificación, desapareciendo los miedos del descenso, pero el febrero de 2019 el entrenador Joan Bacardit Sans presenta la renuncia del cargo de forma voluntaria debido a la peligrosa y delicada situación que vive el equipo. La dirección deportiva del club aposta como nuevo entrenador Salvador Jaspe Ruiz. 
Después del cambio de entrenador el equipo acaba en novena posición empatado a 35 puntos con el Valencia Club de Fútbol (femenino), octavo.  
Cronología de sucesos: 
- Al inicio de la temporada 2018-19 el presupuesto de la sección femenina permite becar a todas las jugadoras del fútbol base, y que las jugadoras no tengan que pagar para jugar al RCD Espanyol, igual situación que la sección masculina. 
- El primer equipo realiza el primer torneo internacional en Casablanca, Marruecos. (8 de marzo de 2019), donde sale ganador del torneo por dos goles a uno contra el ASFAR Marruecos. 
- Se crean perfiles en las redes sociales de Twitter y Instagram para seguir la actualidad del equipo de forma más personalizada (marzo de 2019). 
- RCDE Stadium abre sus puertas a un partido de Primera División Femenina de España (J28 Espanyol-Atlético de Madrid Femenino) con una asistencia de 20 616 espectadores, siendo este el partido con más espectadores de un partido de fútbol femenino en Cataluña. 
- La dirección del club anuncia que aumenta en un 30% el presupuesto de la sección para la temporada 2019-2020 que provoca un aumento de los salarios de las jugadoras del primer equipo, permitiendo la profesionalización de estas y pasar los entrenamientos de mañanas.

### Clasificaciones en Liga
Fuente: Hemeroteca de El Mundo Deportivo
| - 1988-89: Superliga (3.º) - 1989-90: Superliga (3.º) - 1990-91: Liga Nacional, Gr. 3 (4.º) - 1991-92: Liga Nacional, Gr. 3 (3.º) - 1992-93: Liga Nacional, Gr. 3 ( 1.º) - 1993-94: Superliga (5.º) - 1994-95: Superliga (3.º) - 1995-96: Superliga (3.º) - 1996-97: Primera Nacional, Gr. 3 (3.º) - 1997-98: Primera Nacional, Gr. 3 (2.º) - 1998-99: Primera Nacional, Gr. 3 (1.º) (*) - 1999-00: Primera Nacional, Gr. 3 (2.º) | - 2000-01: Primera Nacional, Gr. 3 (2.º) - 2001-02: Superliga (3.º) - 2002-03: Superliga (7.º) - 2003-04: Superliga (8.º) - 2004-05: Superliga (3.º) - 2005-06: Superliga (1º) - 2006-07: Superliga (2º) - 2007-08: Superliga (4.º) - 2008-09: Superliga (4.º) - 2009-10: Superliga (2º) - 2010-11: Superliga (2º) - 2011-12: Primera División (3.º) | - 2012-13: Primera División (5.º) - 2013-14: Primera División (11.º) - 2014-15: Primera División (7.º) - 2015-16: Primera División (9.º) - 2016-17: Liga Iberdrola (13.º) - 2017-18: Liga Iberdrola (14.º) - 2018-19: Liga Iberdrola (9.º) - 2019-20: Primera Iberdrola (16.º) - 2020-21: Primera Iberdrola (16.º) - 2021-22: Reto Iberdrola (2.º) - 2022-23: Reto Iberdrola |

 - Campeonato de Liga 

 - Ascenso 

 - Descenso 

(*) quedó campeón de su grupo y perdió en las semifinales por el título de liga
Entre 1996 y 2001 no existió la Superliga, que fue sustituida por 4 grupos de Primera Nacional de ámbito geográfico en que los campeones se disputaban el título. Desde 2001 la Primera Nacional fue la segunda categoría.

Desde 2011 la Superliga se llama Primera División.
Desde 2016 la Primera División se denomina Liga Femenina Iberdrola Primera División Femenina "Liga Iberdrola" por un acuerdo publicitario entre Iberdrola y la Liga (adquiere los derechos de la competición).
Desde 2019 la Liga Iberdrola pasa a denominarse Primera Iberdrola, ya que adquiere de nuevo los derechos de la competición la Real Federación Española de Fútbol.

### Copa de la Reina
Fuente: Hemeroteca de El Mundo Deportivo
| - 1988-89: 1/4 final - 1989-90: Finalista - 1990-91: 1/16 final - 1991-92: No clasificado - 1992-93: 1/8 final - 1993-94: 1/8 final - 1994-95: Semifinalista - 1995-96: Campeón - 1996-97: Campeón - 1997-98: Semifinalista - 1998-99: No clasificado - 1999-00: 1/8 final | - 2000-01: 1/4 final - 2001-02: Finalista - 2002-03: 1/4 final - 2003-04: No clasificado - 2004-05: 1/4 final - 2005-06: Campeón - 2006-07: Finalista - 2007-08: 1/4 final - 2008-09: Campeón - 2009-10: Campeón - 2010-11: Finalista - 2011-12: Campeón | - 2012-13: 1/4 final - 2013-14: No clasificado - 2014-15: 1/4 final - 2015-16: No clasificado - 2016-17: No clasificado - 2017-18: No clasificado - 2018-19: 1/8 final - 2019-20: 1/8 final - 2020-21: No clasificado - 2021-22: 1/8 final |

 - Campeonato de Copa

### Copa Cataluña
La Copa Cataluña se disputa anualmente desde 2005. Sigue el modelo de la competición masculina, vigente desde 1984 basado en sucesivas eliminatorias y final a partido único.
| - 2005: Campeón - 2006: Campeón - 2007: Campeón - 2008: Campeón - 2009: Finalista - 2010: Semifinalista | - 2011: Finalista - 2012: Finalista - 2013: Campeón - 2014: Finalista - 2015: Finalista - 2016: Finalista | - 2017: Finalista - 2018: Finalista - 2019: Finalista |

 - Campeonato de Copa Cataluña

## Estadio
El equipo juega sus partidos en la Ciudad Deportiva Dani Jarque, un complejo deportivo inaugurado en 2001. Se encuentra en la localidad barcelonesa de San Adrián del Besós y acoge los entrenamientos del primer, segundo equipo y los equipos inferiores del club. 

## Datos del club
- Temporadas en Primera Categoría (29): 1988 a 1990 y 1993 a 2020
- Temporadas en Segunda Categoría (3): 1990-91, 1991-92 y 1992-93
- Mejor puesto en la liga: 1.º (Superliga, temporada 2005-06)
- Peor puesto en la liga: 11.º (Superliga, temporada 2013-14)

## Jugadoras

### Altas y bajas 2020-21
| Altas                 |                |                    |       |       |
| Jugador               | Posición       | Origen             | Tipo  | Cobro |
| Laura Fernández       | Delantera      | Madrid CFF         | Libre | 0 €   |
| Marta Turmo           | Defensa        | Madrid CFF         | Libre | 0 €   |
| Marianela Szymanowski | Delantera      | Real Betis Féminas | Libre | 0 €   |
| Maya Yamamoto         | Centrocampista | Deportivo Abanca   | Libre | 0 €   |

| Bajas            |                |                    |                       |       |
| Jugador          | Posición       | Destino            | Tipo                  | Cobro |
| Kenni Thompson   | Delantera      | RCD La Coruña      | Fin de contrato       | 0 €   |
| Paloma Fernández | Centrocampista | CA Osasuna         | Fin de contrato       | 0 €   |
| Inés Juan        | Defensa        | EDF Logroño        | Fin de contrato       | 0 €   |
| Mimi             | Portera        |                    | Fin de contrato       | 0 €   |
| Daniela Cruz     | Defensa        |                    | Fin de contrato       | 0 €   |
| Ayaka Noguchi    | Centrocampista | CD Pozoalbense     | Fin de contrato       | 0 €   |
| María José Pons  | Portera        |                    | Fin de contrato       | 0 €   |
| Raiza Santos     | Delantera      |                    | Fin de contrato       | 0 €   |
| Paula Moreno     | Delantera      | Fundación Albacete | Rescisión de contrato |       |

### Jugadoras destacadas
| - Elsa Franganillo - 'Titi' Camúñez - Nayara Correa Dos Santos - Dolors Ribalta - Ane Bergara | - Raquel Cabezón - Lara Rabal - Sara Serna - Miriam Diéguez - Marta Cubí - Adriana Martín | - Verónica Boquete - Débora García - Sónia Matias - Vanesa Gimbert - Alba Montserrat - Marta Torrejón - Alexia Putellas |

### Entrenadores
| - Julián Arcas - Titi Camúñez - Santi Fernández - Xavier Álvarez - Ramón Català - Emili Montiagut | - Diego Morata - Óscar Aja - Luis Carrión - Santiago García - José Antonio Montes - Antonio Polidano Lisón | - Rubén Rodríguez Sánchez - Joan Bacardit Sans - Salvador Jaspe Ruiz - Jordi Ferrón |

## Otras secciones y filiales

### Reial Club Deportiu Espanyol B
La sección tiene un segundo equipo en Segunda División. Tradicionalmente se ha situado deportivamente en la categoría inmediatamente inferior del primer equipo.

## Palmarés

### Títulos nacionales
- Liga (1): 2005-06 
  - Subcampeón Liga (3): 2006-07, 2009-10 y 2010-11
- Copa de la Reina (6): 1996, 1997, 2006, 2009, 2010 y 2012      
  - Subcampeón Copa de la Reina (4): 1990, 2002, 2007 y 2011

### Títulos regionales
- Copa Cataluña (5): 2005, 2006, 2007, 2008 y 2013     
  - Subcampeón Copa Cataluña (5): 2009, 2011, 2012, 2014 y 2015
- Torneo de Históricos del Fútbol Catalán (3): 2008, 2009 y 2010